# هینته
هینته (به آلمانی: Hinte) یک شهر در آلمان است که در آوریش واقع شده‌است. هینته ۷٬۲۷۱ نفر جمعیت دارد.